# Landgrove (Vermont)
Landgrove est une ville située dans le comté de Bennington, dans l'État du Vermont, aux États-Unis.

## Source
- (en) Cet article est partiellement ou en totalité issu de l’article de Wikipédia en anglais intitulé « Landgrove, Vermont » (voir la liste des auteurs).